# Фасторф
Фасторф (њем. Vastorf) општина је у њемачкој савезној држави Доња Саксонија. Једно је од 43 општинска средишта округа Линебург. Према процјени из 2010. у општини је живјело 924 становника. Посједује регионалну шифру (AGS) 3355038.

## Географски и демографски подаци
Фасторф се налази у савезној држави Доња Саксонија у округу Линебург. Општина се налази на надморској висини од 62 метра. Површина општине износи 21,8 km². У самом мјесту је, према процјени из 2010. године, живјело 924 становника. Просјечна густина становништва износи 42 становника/km².

## Међународна сарадња
| Мјесто  | Држава      | Врста сарадње | Од    |
| ------- | ----------- | ------------- | ----- |
| Чојнки  | Бјелорусија | партнерство   | 1995. |
|         | Француска   | партнерство   | 1980. |
| Чиоњики | Бјелорусија | партнерство   | 1995. |
|         | Француска   | партнерство   | 1980. |
| Извор   |             |               |       |